# Бусолено
Бусолено (итал. Bussoleno) је насеље у Италији у округу Торино, региону Пијемонт.
Према процени из 2011. у насељу је живело 5396 становника. Насеље се налази на надморској висини од 444 м.

## Становништво
| 1936. | 1951. | 1961. | 1971. | 1981. | 1991. | 2001. | 2011. |
| ----- | ----- | ----- | ----- | ----- | ----- | ----- | ----- |
| 4.752 | 5.316 | 5.731 | 6.762 | 6.481 | 6.612 | 6.457 | 6.363 |